# Koraalklimmers
De koraalklimmers (Cirrhitidae) vormen een vissenfamilie binnen de orde van de Baarsachtigen, klasse Straalvinnigen. Ze zijn geheel aangepast aan het leven tussen koralen. Zij hebben geen zwemblaas en zwemmen daarom niet rond in het vrije water, maar rusten op de takken van koralen. De meeste soorten zijn vrij klein, en niet groter dan 7-15 centimeter. Er zijn echter ook soorten die wel 60 centimeter kunnen worden, zoals de reuzenkoraalklimmer, Cirrhitus rivulatus. Af en toe maken zij kleine sprongetjes in het open water om een prooi op te happen, of om naar een andere plek op het koraal te verhuizen.

## Beschrijving
Koraalklimmers hebben een relatief grote kop met een stevig langwerpig lichaam. Hun rugvinnen lopen in elkaar over, waarbij de eerste rugvin een tiental met elkaar verbonden stekels bevat. Op de toppen van de stekels bevinden zich zwevende filamenten, waaraan zij ook hun naam cirrus (Latijn voor franje) ontlenen. De staartvin is afgerond en de borstvinnen zijn groot. Met deze verdikte en vrijstaande borstvinnen klemmen zij zich op stenen of riftakken vast. Door hun fraaie kleuren zijn zij geliefd als aquariumvissen. Zij passen zich ook goed aan aan het leven in aquaria. De familie van koraalklimmers omvat 12 geslachten en 32 soorten. Zij vertonen veel uiterlijke overeenkomst met de schorpioenvissen (Scorpaenidae).

## Geslachten
- Amblycirrhitus Gill, 1862
- Cirrhitichthys Bleeker, 1857
- Cirrhitops Smith, 1951
- Cirrhitus Lacépède, 1803
- Cristacirrhitus Randall, 2001
- Cyprinocirrhites Tanaka, 1917
- Isocirrhitus Randall, 1963
- Itycirrhitus Randall, 2001
- Neocirrhites Castelnau, 1873
- Notocirrhitus Randall, 2001
- Oxycirrhites Bleeker, 1857
- Paracirrhites Bleeker, 1874